# Zoé Samudzi
Zoé Samudzi est une écrivaine et militante américano-zimbabwéenne connue pour son livre As Black as Resistance. Samudzi a écrit pour The New Inquiry (en), The Daily Beast et le magazine Vice. Samudzi est Public Imagination Fellow 2017 au Yerba Buena Center for the Arts.

## Écriture et carrière
En 2018, Samudzi et William Anderson ont publié leur livre, As Black as Resistance, qui appelait à un nouveau type de politique pour les Noirs américains.  Son travail avec Anderson sur l'antifascisme noir note que « les formations radicales noires sont elles-mêmes fondamentalement antifascistes bien qu'elles fonctionnent en dehors des espaces antifa « conventionnels ». Elle a une critique de l'antifascisme blanc déclarant qu'il ne tient pas compte du fait que « le fascisme américain est une évolution des formes carcérales d'État fondées sur le génocide des colons des communautés indigènes et l'esclavage des Noirs ». Tant que les antifascistes blancs ne feront pas que répéter les slogans de Black Lives Matter et « assimiler pleinement les penseurs non blancs dans le corpus de connaissances sur lequel nous comptons pour contrer le fascisme », ils ne seront pas en mesure d'aborder pleinement la complexité du mouvement antifasciste américain. 
Samudzi est une féministe intersectionnelle, estimant que « femme n'est pas une catégorie fourre-tout qui définit à elle seule tous nos rapports au pouvoir ». Samudzi a décrit la pandémie de Covid-19 comme une « pandémie du mouvement occidental ». Elle a enquêté sur les raisons pour lesquelles la maladie à coronavirus a eu un impact disproportionné sur la communauté noire et a rendu compte de l'héritage de l'apartheid comme le montre la réponse COVID actuelle de la Namibie,. 
Sur la citation de Samudzi du 17 juin 2020 : « Nous ne sommes pas prêts à nous battre parce que nous aimons nous battre. Nous sommes prêts à nous battre parce que nous valons la peine de nous battre », a été sélectionnée par Bustle (en) comme l'une des meilleures citations pour s'inspirer de la lutte pour la justice raciale. 

## Œuvres d'art et de création
En 2018, Samudizi a organisé une exposition d'art à la galerie Ashara Ekundayo à Oakland, en Californie dédiée aux artistes femmes noires. Elle faisait partie d'un collectif de films d'Oakland de cinq membres appelé The Black Aesthetic dédié à la mise en évidence de « la multidimensionnalité de la noirceur dans des films sous-estimés ou des œuvres de cinéastes émergents, qui ont organisé des projections et des conférences pendant trois saisons. Samudzi agissait souvent en tant que chercheuse invitée, menant des discussions sur les films après les projections. « L' East Bay Express (en) a décrit Samudzi comme la « meilleure voix pour un nouvel avenir radical ». 

## Enfance et éducation
Les parents de Samudzi sont originaires du Zimbabwe et ont grandi en Afrique coloniale britannique,. Elle a fréquenté la Northwest Missouri State University (en) (alors Missouri Academy of Sciences) où elle a participé au Model United Nations . Elle était étudiante de premier cycle à l'Université de Pittsburgh, où elle a étudié les sciences politiques et les études africaines. Alors qu'elle était à l'Université de Pittsburgh, Samudzi a assisté à un rassemblement en réponse à la fusillade injuste de Trayvon Martin, où elle a appelé à la responsabilité de la police et du gouvernement. 
En 2013, Samudzi a déménagé à Londres, où elle a terminé un programme de maîtrise à la London School of Economics. Elle est doctorante à l'Université de Californie à San Francisco, où elle étudie le colonialisme allemand, le génocide des Héréros et des Namas et le rôle de la science dans l'identité indigène et noire. Elle a étudié les obstacles auxquels les personnes transgenres sont confrontées pour accéder aux soins de santé, en contextualisant la santé trans au sein de « systèmes d'oppression plus larges ».

## Publications (sélection)
- Zoé Samudzi et William C. Anderson, As black as resistance : finding the conditions for liberation, Chico, CA, 5 juin 2018 (ISBN 978-1-84935-315-1, OCLC 1037813731, lire en ligne), préface de Mariame Kaba.
- (en) Samudzi et Anderson, « The Anarchism of Blackness », Roar Magazine, no 5,‎ 1er juin 2017, p. 70–81 (lire en ligne)
- (en) Samudzi et Mannell, « Cisgender male and transgender female sex workers in South Africa: gender variant identities and narratives of exclusion », Culture, Health & Sexuality, vol. 18, no 1,‎ 2 janvier 2016, p. 1–14 (ISSN 1369-1058, PMID 26242843, DOI 10.1080/13691058.2015.1062558, lire en ligne)
- Zoe Samudzi, Can we all be feminists?: seventeen writers on intersectionality, identity and finding the right way forward for feminism, 4 juillet 2019 (ISBN 978-0-349-00988-9, OCLC 1051693928, lire en ligne), « Afro-Diasporic Feminism and Freedom in Fluidity »